# Distretto di Bijapur
Il distretto di Bijapur è un distretto del Karnataka, in India, di 1 808 863 abitanti. È situato nella divisione di Belgaum e il suo capoluogo è Bijapur.